# 特纳电视网
特纳电视网（Turner Network Television（TNT），也称：特纳电视台）是美国有线电视频道，由媒体大亨泰德·透纳创建，目前为华纳媒体旗下的特纳广播公司所拥有。
TNT以播出影集而著稱，另外也有NBA轉播及相關節目。

## 於台灣的播出與停播
TNT & Cartoon Network 的台灣頻道於1994年10月6日中午12時開播，由特納廣播系統成立在台的分部處，初期CN與TNT電影共用同一頻道，白天時段（06:00~21:00） 為Cartoon Network播映時間。深夜時段（22:00~隔天06:00）由特納電視網 TNT 電影頻道播映。
於卡通頻道正式進駐獨立為單一頻道後，TNT 電影頻道便在台灣終止播出

## 历史
TNT作为有线电视服务在1988年10月3日放映了1939年经典电影乱世佳人（泰德·特纳已经获得的版权）。有人说之所以选择这部电影是因为这是特纳最喜爱的电影—这部电影也是TNT姐妹频道特纳经典电影在1994年开播时播放的第一部电影。值得一说的是这部电影在亚特兰大首演，也就是特纳的故乡和特纳广播公司的总部所在地。
2007年，TNT重新推出西班牙语频道，并在土耳其、德国以及比利时等欧洲国家推出当地的TNT频道。
1. ↑  Alice's Miscellaneous Collection, , 2024-06-16  [2024-12-22]